# Frenchman Butte No 501
Frenchman Butte No 501 est une municipalité rurale située dans la province de la Saskatchewan, au Canada à côté de la butte aux Français.
Elle porte le No 501 en raison de la numérotation des municipalités rurales de la province de la Saskatchewan.
La municipalité rurale de Frenchman Butte No 501 regroupe depuis 1953 les deux autres municipalités rurales voisines No 531 et No 532.
La municipalité possède un musée historique qui retrace la bataille de Frenchman Butte qui se déroula en mai 1885 ainsi que l'installation des colons au début du XXe siècle.
Le parc provincial de Fort Pitt est situé sur le territoire de la municipalité rurale de Frenchman Butte No 501.

## Démographie
| 2001  | 2006  | 2011  | 2016  |
| ----- | ----- | ----- | ----- |
| 1 327 | 1 223 | 1 438 | 1 494 |